# 악귀 (드라마)
《악귀》는 2023년 6월 23일부터 2023년 7월 29일까지 방송된 SBS 금토 드라마이다.

## 기획 의도
악귀에 씐 여자와 그 악귀를 볼 수 있는 남자가 의문의 죽음을 파헤치는 한국형 미스터리 오컬트 스릴러 드라마

## 제작진

### 제작사
- 스튜디오 S
- BA엔터테인먼트

### 제작
- 한정환
- 장원석

### 극본
- 김은희 : 영화 《그해 여름》(각본, 스텝), tvN 주간 드라마 《위기일발 풍년빌라》(공동 집필), SBS 수목 드라마 《싸인》(공동 집필), SBS 수목 드라마 《유령》(집필), SBS 수목 드라마 《쓰리 데이즈》(집필), 도서 《버닝 헬/신의 나라》(집필), tvN 금토 드라마 《시그널》(집필), 도서 《시그널 1, 2권》(집필), MBC 특집 다큐멘터리 《기억, 록》(내레이션), 넷플릭스 《킹덤》(집필), 도서 《킹덤》(집필), 넷플릭스 《킹덤 Part Ⅱ》(집필), 도서 《The Kingdom of the Gods(신의 나라)》(집필), tvN 특집 다큐멘터리 《넥스트 엔터테인먼트 비저너리》(출연), 넷플릭스 《킹덤: 아신전》(집필), tvN 토일 드라마 《지리산》(집필), 도서 《지리산 1 ~ 2권》(집필), 영화 《극장판 시그널》(원안, 각본), 영화 《리바운드》(각색) 집필

### 연출
- 이정림 : SBS 수목 드라마 《황후의 품격》(공동 연출), SBS 월화 드라마 《VIP》(연출) 연출
- 김재홍 : SBS 금토 드라마 《악의 마음을 읽는 자들》(공동 연출) 연출

## 출연진
- (†) 표시는 드라마 상에서 최종적으로 사망한 인물이다.

### 주요 인물
- 김태리 : 구산영 역 (아역 : 최소율) - 무인년 戊寅年, 범띠, 25세, 여.

'평범한 삶'이 꿈인 N년차 공시생. 오직 9급 공무원 합격만이 인생의 희망이자 목표. 공무원만 합격하면 남들 다 가는 맛집 가는 게 소원인 스물다섯 구산영. 하지만 노량진엔 발도 못 들여본 주경야독형 인간이다. 또래 직장인들이 오피스룩 입고 목에 사원증 걸고 있을 때, 헬멧 차림으로 카드 리더기와 배달음식을 들고 뛰어다닌다. 처음부터 알바와 공생했던 건 아니다. 일머리 없는 엄마를 대신해 자급자족해야 했던 날들이 지금까지 이어졌을 뿐. 하지만 어렸을 적 죽은 아빠를 대신해 혼자 외롭게 딸을 키운 엄마를 생각하면 찡한 마음이 든다. 그래서 산영은 365일 언제나 열심히 살 수 밖에 없다. 주변에 흔히 볼 수 있는 비겁한 사람들, 게으른 사람들을 보면서 산영은 자부심을 가진다. 돈 없고 직장도 없지만 그래도 난 좋은 사람이라는 자부심. 언제나 최선을 다하며 살았고, 아무리 피곤해도 남들에게 예의를 갖췄다. 분수에 넘치는 물건을 탐한 적도 없고, 자신의 힘으로 떳떳하게 돈을 벌어왔고 누군가에게 언제나 필요한 사람이었다.
작지만 소박한, 평범한 삶을 꿈꾸는 좋은 사람 산영에게 평범치 않은 일들이 발생한다. 아빠의 유품을 받은 뒤부터 사망 현장에서 산영의 지문이 자꾸만 발견되는 것. 귀신을 보는 한 남자는 나의 욕구가 악귀를 품고 있다는 황당한 소릴 한다. 귀신 따위 믿지 않았지만 점점 변해 가는 자신의 모습에 당황한다. 거짓, 탐욕, 시기, 질투... 자신 안에 감춰졌던 또 다른 자신의 모습이 믿기지 않는 산영.
그 뿐만이 아니다. 서서히 죽음들이 가까워진다. 내가 사랑하는 사람들, 가족, 친구의 목숨도 위험하다... 산영은 점점 자기 자신이 두려워지기 시작한다.
- 오정세 : 염해상 역 (아역 : 진재희, 함성민) - 계해년 癸亥年, 돼지띠, 40세, 남.

항상 어딘가 허공을 응시하는 시선과 365일 어두운 옷만 걸치는 미스터리한 남자. 명품 수트와 시계, 고급 외제차, 그리고 고급 주택까지 부유한 집안의 외아들로 태어나 교수 월급으로는 불가능한 재력을 지니고 있다. 어렸을 때부터 귀(鬼)와 신(神)을 볼 수 있었다. 누군가의 얼굴에서 번져가는 붉은 얼룩. 유리창에 나타났다 사라지는 손자국, 학교 운동장 위를 서성이는 발자국. 주인과 다르게 생긴 그림자. 해상의 눈으로 보는 세상엔 우리와 다른 존재들이 너무나도 많았다. 처음엔 그들이 무서워 보이지 않는 척, 모르는 척 했지만 반드시 찾아야 하는 존재를 찾기 위해 그들에게 집착하게 됐다. 교회, 성당, 절... 종교란 종교는 다 기웃거려보고 도서관의 관련 도서들을 섭렵하다가 민속학이란 학문에서 어렴풋이 그 해답을 찾게 되면서 빠져들게 됐다. 그 누구도 가지 않는, 다 죽어가는 마을까지 가 지역 조사를 일삼는 건 일쑤, 전국의 폐가, 집터, 발굴 현장, 궁과 능, 골동품 가게 등을 찾아 전국 곳곳을 다녔다. 그렇게 알게 된 대다수의 귀신들은 선량한 선신, 조상신이거나 갈 길을 잃은 불쌍한 존재들. 혹은 사람에게 장난만 치고 도망가는 잡신들이었다.
그러던 어느 날, 그 놈이 드디어 해상의 앞에 나타났다. 구산영이란 여자애를 올라탄 채. 몇십 년 전, 해상의 엄마를 죽였던 바로 그 악귀다. 어렸을 때 해상의 눈 앞에서 붉은 댕기를 손에 쥐고 죽은 엄마. 그 때 처음 그 악귀를 마주했었다. 머리를 풀어헤친 검은 그림자. 사람들을 죽이면서 점점 커져가는 악귀를 산영과 뒤쫓던 중, 충격적인 사실을 알게 되고 망연자실한다.
- 홍경 : 이홍새 역 - 병자년 丙子年, 쥐띠, 27세, 남.

서울청 강력범죄수사대 경위이자 본인 입으로 '경찰대 수석'이라는 얘기를 입에 달고 살 정도로 나 잘난 맛에 사는 자기애의 끝판왕. 홍새가 이렇게 아득바득 잘난 척하는 이유는 첫 번째, 원래가 이쁜 말을 못 하는 성격이라서. 두 번째는 홍새가 지면 부모님이 지는 거니까. 한 번도 잘 살아본 적 없지만 열심히 사셨던 부모님. 하루 종일 힘든 일을 하고 돌아오면 공부하는 홍새 뒷모습 보는 게 낙이셨다. 언제나 가장 좋은 음식은 '큰 일할 사람'이 먹어야 하고 좋은 옷도 '어디서 나왔는지 모를 제일 멋진 아들'에게 입히시는 부모님을 마음 깊이 사랑하지만 그 기대가 언제부턴지 홍새의 뒷덜미에 보이지 않는 짐처럼 쌓여갔다. 그 기대를 저버릴 순 없다.
그냥 그런 사건들 말고 정말 그럴싸한 사건들 해결해서 특진하고 탄탄대로 최연소 경찰청장이 되리라는 청운의 꿈을 안고 서울청 강력범죄수사대에 들어오는 홍새. 그의 앞길을 막는 건 파트너 문춘이다. 강력계 선무당이란 별명답게 귀신이 곡할 노릇인 사건들만 골라가며 수사하는 문춘. 어떡하든 문춘이라는 장애물을 피해 승진을 위해 노력하지만 산영, 해상과 얽히게 되면서 보고도 믿기지 않을 사건들에 휘말리게 된다.
다른 형사들이 홍새를 강력계 선무당 주니어로 부르기 시작했다. 언제나 자신감에 찼던 홍새의 청춘은 점점 꼬여만 간다.

### 산영 주변 인물
- 박지영 : 윤경문 역 - 무신년 戊申年, 원숭이띠, 55세, 여.

어렸을 적 정겨운 시골 마을에서 나고 자랐다. 계곡에서 물고기 잡기, 논밭 매기, 송아지 출산 도와주기, 할머니들 얘기 들어주기는 정말 자신 있지만 학교 공부는 도저히 맘대로 되지 않았다. 미친 듯이 대입 시험에 매달려서 사수까지 도전해 봤지만 말도 안 되는 성적으로 떨어졌다. 낙심해서 고향 마을로 내려왔을 때, 지역 조사를 내려 온 민속학과 교수 강모를 만나 첫 눈에 반해 졸졸 쫓아다니다가 결혼까지 골인 했다. 처음엔 모든 게 좋았다. 무뚝뚝하지만 다른 데 한눈 팔지 않고 연구에만 전념하는 강모가 멋있었고, 차갑지만 세련돼 보이는 강모의 엄마 석란을 닮고 싶었지만 산영이 다섯 살이 되던 해, 쫓기듯 그 집을 뛰쳐 나온다.
- 양혜지 : 백세미 역 - 무인년 戊寅年, 범띠, 25세, 여.

산영의 고등학교 동창. 베프 중의 베프이자 자칭 영혼의 동반자. 어려운 집안 사정도 꿈도 진로도 똑같아 산영과 함께 공무원 준비 중이지만 매번 떨어지는 것도 똑같다. 산영에게 이해하기 힘든 일이 생기고 난 뒤, 자신을 멀리하는 산영에게 서운한 감정을 느끼던 중, 기적적으로 공무원 시험에 합격하게 된다. 어떤 일이 있든 늘 산영의 곁을 지켜주는 든든한 친구다.

### 화원재
- 진선규 : 구강모 역 (†) - 을사년 乙巳年, 뱀띠, 58세, 남.

산영의 아버지이자 전 민속학과 교수. 무속 중에서도 특히 귀신 연구에 몰두했던 강모는 학문의 영역에서 벗어났다는 비난을 받으며 학계에서 인정받지 못했으나 포기하지 않고 연구를 이어갔다. 그러던 중 현지 조사에서 만난 경문과 결혼하고 아이를 낳게 되면서 강모는 서툴어도 다정한 남편이자 아빠가 되기 위해 노력했다. 그러던 어느 날, 삶을 송두리째 바꿔버릴 만한 시련과 맞닥뜨리게 되고, 강모는 돌이킬 수 없는 선택을 하고 만다.
- 예수정 : 김석란 역 (†) - 강모의 어머니이자 산영의 친할머니

### 중현 캐피탈
- 김해숙 : 나병희 역 (†) (젊은 시절 : 주보비) - 정축년 丁丑年, 소띠, 86세, 여.

해상의 친할머니이자 중현 캐피탈 대표. 호화로운 저택에서 외부로부터 완전히 단절된 채 살아가고 있다. 목적을 위해 수단과 방법을 가리지 않는 냉혈한. 손자이자 유일한 핏줄인 해상에게도 가차없다. 무너져가는 집안을 일으키기 위해 남편인 염승옥과 함께 최만월에게 돈을 주고 이목단을 살해한 인물.
- 이규회 : 김치원 역 - 기해년 己亥年, 돼지띠, 64세, 남.

병희의 최측근이자 중현 캐피탈 부사장. 30년 전만 해도 해상의 집안의 궂은 일을 도맡아 하던 운전기사였다. 어떤 일이든 주어진 일이라면 묵묵히 해내는 성실함과 충직함을 인정받아 지금의 자리에까지 올랐다. 병희를 대신해 실질적인 회사 경영을 맡고 있으며, 여전히 병희의 손과 발이 되어주고 있다.
- 김신비 : 김우진 역 (†) - 해상의 동거인

염해상의 친구이며, 염해상의 말에 의하면 자기자신의 욕심 때문에 사람들을 죽이고 그 고통을 참지 못해 스스로 자살했다고 한다. 5회에 아귀의 모습을 보였다. 염해상의 친할머니인 나병희 밑에서 부사장으로 있는 김치원의 아들로 밝혀졌다. 그런데 차후 전개에서 그의 죽음에 대한 충격적인 진실이 밝혀진다. 사실 우진은 교통사고 이후 혼수상태에 빠지기는 했어도 잘 버텨내고 있었다. 그런데 병희의 집무실 책상 서랍 속 카메라를 훔치려던 중 인기척을 느끼고 집무실에 숨었다가 가문의 비밀을 엿듣게 된다. 그리고 이걸 알아차린 병희는 우진이 입원한 병원의 원장에게 그를 죽이라고 넌지시 이르나 못 알아들은 원장을 대신해 자신이 직접 우진을 질식사시켰던 것이다. 이 사실은 이후 홍새에 의해 드러나고, 해상을 통해 우진의 아버지인 치원에게 전해져 그가 병희를 배신하는 계기가 된다.

### 강력범죄수사대
- 김원해 : 서문춘 역 (†) - 기유년 己酉年, 닭띠, 54세, 남.

은퇴를 앞둔 베테랑 강수대 형사. 실력을 인정받아 강수대로 발령 받은 건 아니다. 남들이 맡기 꺼리는 미제 사건을 맡길 사람이 필요했을 뿐이다. 한 번도 능력을 인정받아 본 적이 없다. 그렇다고 실력이 없는 건 아니다. 매사가 느리고 진중하다. 아무리 작은 것도 허투루 보고 넘어가지 않는다. 그래서 남들이 찾지 못하는 단서를 찾아내기도 하지만 인정 받는 데 관심이 없다 보니 매번 공을 뺏기기 일쑤다. 젊었을 때 아내와 사별한 뒤 쭉 혼자였다. 그런 그에게 가족 같은 존재는 해상. 그가 맡았던 첫 번째 살인사건의 유가족이다. 아직까지 미제로 남은 그 사건이 언제나 마음에 혹처럼 남아있다. 그래서 그의 책상 서랍 안에는 기괴한 사건들이 가득하다. 이런 사건들의 뒤를 쫓다 보면 그 사건의 진상을 밝힐 수 있지 않을까. (1회 ~ 9회)

### 귀신
- 김정철 : 정현우 역 (†) - 복선중학교 재학생, 가정폭력 피해자
- 윤가이 : 정희 역 (†) - 박 씨 할머니의 딸
- 어둑시니
- 심달기 : 이향이 역 (†) - 목단의 언니, 산영에게 붙은 악귀

### 그 외 인물
- 남궁린 : 정현지 역 - 현우의 여동생, 가정폭력 피해자
- 최형주 : 김진욱 역 (†) - 복선중학교 재학생, 현우의 도움을 외면했던 동급생, 세미의 집을 몰래 촬영한 주도자
- 유성민 : 길성현 역 - 복선중학교 재학생
- 조용진 : 정희태 역 - 복선중학교 재학생
- 황재열 : 세미가 살고 있는 집의 전 주인 역 - 가정폭력 가해자
- 오연아 : 최만월 역 - 장진리의 무당, 염승옥과 나병희에게 거액의 돈을 받고 태자귀를 만든 인물
- 전봉석, 조형래 : 불법 대부업자 역
- 이하은 : 이태영 역 - 불법 대부업 피해자, 세강대학생
- 임지호 : 남석훈 역 (†) - 원룸에서 사망한 세강대학생
- 문창길 : 이 씨 역 - 태영의 큰할아버지
- 박혜진 : 태영의 큰할머니 역
- 이용이 : 박 씨 할머니 역
- 원미원 : 노 씨 할머니 역
- 최종률 : 문춘의 선배 형사 역
- 이영석 : 백차골 이장 역
- 박소이 : 이목단 역 (†) - 이향이의 동생
- 신연숙 : 1958년 당시 태자귀 사건을 취재하다 사망한 고경호 기자의 딸 역
- 구재연 : 이옥자 역 - 경문의 어머니, 강모의 장모
- 미상 : 서상훈 역 - 강모를 싫어하던 동료 교수
- 미상 : 황차희 역 - 강모의 제자, 문체부 소속 공무원
- 이지원 : 서윤정 역 - 산영과 세미의 학창시절 동창. 전형적인 싸가지 없는 부잣집 딸로 그려지며, 자신의 결혼 축하파티에 동창들을 초대하는 모습으로 첫 등장. 이후 자신의 결혼식 뒤풀이에서 공무원 필기시험 합격을 자랑하는 세미에게 꼽을 주다가 산영에게 깃든 악귀에게 와인과 팩트폭력을 맞고 짜증을 내며 나간다. 그런데 윤정이 갖고 있던 핸드백에는 사실 아귀가 붙어있었고, 점차 아귀에게 잠식되어 사람 한 명을 질식사시키기 일보 직전에 산영의 물세례를 맞고 정신을 차린다. 정신을 차린 직후에는 무슨 짓이냐며 화를 내다가 현장을 보고는 기겁하며 건물 밖으로 뛰쳐나갔는데, 그만 도로에서 차에 치여 입원하게 되고 이것으로 등장 종료. 윤정의 남편에 의하면 최근 윤정의 아버지의 사업이 어려워졌으나, 윤정이 얕보이기 싫다는 이유로 무리해서 결혼식 뒷풀이를 호텔의 바에서 강행했다고 한다.
- 손상규 : 문춘의 후배 형사 역
- 강길우 : 염승옥 역 - 나병희의 남편이자 해상의 할아버지, 무너져가는 집안을 일으키기 위해 아내인 나병희와 함께 최만월에게 돈을 주고 살인을 저지른 인물
- 신현종 : 진조영 역 - 이택희 검사 사망사건을 수사하던 형사
- 미상 : 채서린 역
- 미상 : 중학교 교사 역
- 미상 : 펜션 사장 역
- 미상 : 우는 아이 역
- 배성일 : 강상문 역 - 중현 캐피탈 염재우 횡령사건을 조사하던 형사
- 양준명 : 문춘의 후배 형사 역
- 성노진 : 이재환 역 - 산애병원 병원장
- 전국향 : 여수련 역 - 화가, 장진중학교 시절 이향이의 미술반 친구
- 전광진 : 김재현 역 - 나병희 변사사건 담당형사

### 특별 출연
- 문숙 : 과거 해상의 어머니와 구강모에게 총 다섯 개의 액막이 금줄을 만들어 준 인물 역
- 표예진 : 인플루언서 역 (†)
- 김성규 : 이옥규 역 (†) - 경문에게 산영을 납치했다는 사기를 쳐서 돈을 받아낸 보이스 피싱범
- 이재원 : 염재우 역 (†) - 해상의 아버지
- 박효주 : 전애리 역 (†) - 해상의 어머니
- 조현철 : 최만월의 조카 손주, 박수무당
- 최귀화 : 천일만 역[1] - 탐정 사무소를 운영 중인 전직 형사, 문춘의 후배
- 이유준 : 정헌기 역 - 현 감정원장, 과거 장기미제 전담팀에 있었던 문춘의 후배
- 안세호 : 향이와 목단의 아버지 역
- 이진희 : 향이와 목단의 어머니 역

## 시청률
최저 시청률과 최고 시청률은 시청률 조사회사와 지역별로 시청률에 차이가 있을 수 있습니다.
| 2023년 | 2023년   | 2023년         | 2023년         | 2023년       | 2023년 |
| 회차   | 방송일   | TNMS 시청률    | 닐슨 시청률    | 닐슨 시청률  |        |
| 회차   | 방송일   | 대한민국(전국) | 대한민국(전국) | 서울(수도권) |        |
| ------ | -------- | -------------- | -------------- | ------------ | ------ |
| 제1회  | 6월 23일 | 8.0%           | 9.9%           | 10.8%        |        |
| 제2회  | 6월 24일 | -              | 10.0%          | 10.8%        |        |
| 제3회  | 6월 30일 | 8.7%           | 11.0%          | 11.9%        |        |
| 제4회  | 7월 1일  | 8.4%           | 10.0%          | 10.8%        |        |
| 제5회  | 7월 7일  | 8.0%           | 10.8%          | 12.2%        |        |
| 제6회  | 7월 8일  | 7.9%           | 9.5%           | 10.2%        |        |
| 제7회  | 7월 14일 | 9.1%           | 10.6%          | 11.0%        |        |
| 제8회  | 7월 15일 | 7.9%           | 10.4%          | 11.2%        |        |
| 제9회  | 7월 21일 | 7.4%           | 10.3%          | 11.1%        |        |
| 제10회 | 7월 22일 | 8.5%           | 10.9%          | 12.0%        |        |
| 제11회 | 7월 28일 | 7.8%           | 10.3%          | 10.8%        |        |
| 제12회 | 7월 29일 | 8.0%           | 11.2%          | 12.0%        |        |

## 수상 경력
- 2023년 SBS 연기대상 여자 신인 연기상 (양혜지)
- 2023년 SBS 연기대상 여자 청소년 연기상 (박소이)
- 2023년 SBS 연기대상 베스트 퍼포먼스상 (진선규)
- 2023년 SBS 연기대상 미니시리즈 장르&액션 부문 남자 우수 연기상 (홍경)
- 2023년 SBS 연기대상 미니시리즈 장르&액션 부문 남자 조연상 (김원해)
- 2023년 SBS 연기대상 대상 (김태리)
- 2024년 제51회 한국방송대상 TV드라마부문 작품상
- 2024년 제51회 한국방송대상 작가상 (김은희)[4]
- 2024년 제51회 한국방송대상 최우수 연기자상 (김태리)[5]

## 참고 사항
- 본 드라마는 인간의 탐욕과 욕망을 이용하여, 하루 아침에 희대의 천재 사기꾼 '빅마우스(Big Mouse)'가 되어 살아 남기 위해 거대한 음모로 얼룩진 특권층의 민낯을 파헤쳐 나가는 스토리로 인간 군상의 폭력성을 연출한 MBC 금토 드라마 '빅마우스'와는 다르게 조상들이 오랫동안 철석같이 믿어왔던 민속학 등 동양적인 요소를 가미하여, 악귀에 씐 여자와 그 악귀를 볼 수 있는 남자가 의문의 죽음을 파헤치는 스토리로 스릴러물 특유의 독창적인 세계관을 구축한 한국형 오컬트 미스터리 드라마로 기획한 것이다.[6][7]
- 프로그램 기획서에 기재된 미스터리 오컬트 스릴러 드라마 '악귀(惡鬼)'의 기획 의도는 다음과 같다.

1. 청춘
청춘은 인생에서 가장 아름답고 화려한 시절이다. 
하지만 대한민국에서 사는 청춘들은 대다수가 힘든 삶을 살고 있다. 
현실과 이상의 괴리감. 
나보다 더 많은 것을 가진 자들에 대한 상대적 박탈감. 
남들보다 뒤처지면 어쩌나 싶은 조바심. 
더 위로 올라가고자 하는 나약한 마음을 유혹하는 나쁜 어른들. 
그럼에도 불구하고 그들은 아름답다. 
누구보다 힘들고 기구한 인생을 살고 있지만, 누구보다 더 열심히 살아가는 산영을 통해서, 여전히 청춘은 아름답다는 걸 보여주려 한다. 
2. 어른
다 자라서 자기 일에 책임을 질 수 있는 사람을 가리키는 말 어른.
어른이라면 누구나 사회적 나이와 지위에 어울리는 성숙한 삶을 살고 있는 걸까?
어느덧 나도 모르게 어른이 되어버린 해상. 
사회적 지위. 재산 등 겉모습은 성숙했지만, 거의 기억에 붙들려 아직 여물지 못한 해상이 성장하며 진정한 어른이 되어가는 과정을 그려보려 한다. 
3. 우리 민족의 정체성, 민속학
우리의 한국적인 전승 문화를 연구하는 학문, 민속학. 
설화, 속담, 세시풍속, 민요, 무속신앙 등 생활상을 연구하는 민속학은 어찌 보면 시대의 생활상을 진지하게 들여다 볼 수 있는 거울이다. 
문화재 연구보다 거창하지 않을 수도 있고, 역사보다 작은 얘기일 수 있지만, 당시 민중들의 삶이 어땠는지 그래서 우리가 어떤 삶을 이어받았는지 알 수 있게 해준다. 
그런 민속학을 통해 금줄, 장독, 된장, 집들이 풍속, 복날 등 주변에서 쉽게 접할 수 있는 것들에 대한 유래 혹은 시초에 접근해 보고자 한다. 
4. 돈
'자상한 부모보다 돈 많은 부모가 더 좋다.'
'돈이 있다고 행복한 건 아니지만, 행복하기 위해선 돈이 필요하다.'
학력, 취업, 외모, 건강. 
돈이면 뭐든지 다 되는 황금만능주의 세태 속에서, 원하는 돈을 가질 수 있는 기회가 주어지고 대신 가장 중요한 것을 포기해야 한다면 어떤 선택을 할까?
인생의 중요한 갈림길에 선 두 주인공들의 선택을 통해서, 이 시대 돈의 의미에 대해서 진지하게 고민해 보고자 한다.

- 이 작품의 공동연출을 맡은 김재홍와 배우 진선규는 2022년에 방송되고 종영된 SBS 금토드라마 《악의 마음을 읽는 자들》 때의 인연으로 다시 한번 더 의기투합하게 된 작품의 계기가 되었다.

- 진선규, 김성규와 최귀화는 2017년에 개봉한 영화 《범죄도시》 이후로 6년만에 재회하는 작품이다.

- 진선규와 최귀화는 2019년에 개봉한 영화 《롱 리브 더 킹: 목포 영웅》 이후로 4년만에 재회하는 작품이다.

- 진선규와 오정세는 2019년에 개봉한 영화 《극한직업》 이후로 4년만에 재회하는 작품이며 진선규가 김태리의 아버지 역할로 특별출연 한다.